# Abola

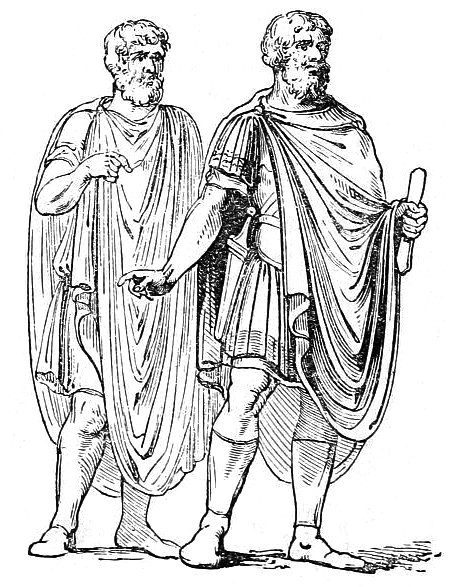
Ilustração de homens vestindo a abola, baseada em um baixo-relevo do Arco de Septímio Severo, A Dictionary of Greek and Roman Antiquities

Abola (em latim: Abolla) era uma veste que consistia de uma capa de lã solta. Nônio cita uma passagem de Marco Terêncio Varrão para mostrar que se tratava de uma peça de vestuário usada por soldados (uma militaris vestis), e, portanto, contrária à toga.
No entanto, não se limita a ocasiões militares sendo também usadas na cidade. Foi especialmente usado pelos filósofos estoicos em Roma, como o pálio filosófico (pallium philosophicum), já que os filósofos gregos estavam acostumados a distinguir-se por uma vestimenta especial.